# 12503 Danielpeterson
12503 Danielpeterson è un asteroide della fascia principale. Scoperto nel 1998, presenta un'orbita caratterizzata da un semiasse maggiore pari a 2,7596575 au e da un'eccentricità di 0,1245166, inclinata di 8,74392° rispetto all'eclittica.